# 2015 en Nouvelle-Zélande
Cet article présente les faits marquants de l'année 2015 en Nouvelle-Zélande.

## Évènements

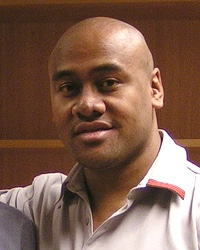
Jonah Lomu, star du rugby néo-zélandais, mort soudainement le 18 novembre à l'âge de 40 ans.

Ce drapeau à la fougère argentée, conçu par Kyle Lockwood, est choisi par les Néo-Zélandais en novembre et décembre comme potentiel nouveau drapeau national. Un second référendum en mars 2016 le départagera du drapeau actuel.

- 5 mars : Le New Zealand Herald révèle que le GCSB, service de renseignement néo-zélandais, espionne systématiquement les télécommunications des États insulaires du Pacifique, États amis, pour le compte de l'alliance Five Eyes et des États-Unis. Ceci avec l'appui de l'Australie, qui espionne par ailleurs les télécommunications indonésiennes. Ces révélations proviennent du lanceur d'alerte Edward Snowden[1],[2]. Le Premier ministre samoan Tuilaepa Sailele Malielegaoi réagit en indiquant qu'il a toute confiance dans les actions de la Nouvelle-Zélande, qu'il juge légitimes. Le Premier ministre tongien ʻAkilisi Pohiva évoque une « rupture de confiance » et indique qu'il s'en entretiendra avec le haut-commissaire néo-zélandais aux Tonga, mais affirme lui aussi ne pas condamner ces actions[3].

- 25 avril : Anzac Day : L'Australie et la Nouvelle-Zélande commémorent le centenaire de la bataille des Dardanelles[4].

- 5 juin : Jerry Collins (né le 4 novembre 1980), ancien All Black, est tué dans un accident de la route en France[5].

- 29 septembre : Le Premier ministre John Key annonce à l'Assemblée générale des Nations unies que les îles Kermadec deviendront prochainement une réserve maritime, où la pêche et l'exploitation minière seront interdites[6].

- 18 novembre : Décès de Jonah Lomu (né le 12 mai 1975), « ancien ailier vedette des All Blacks » et « première légende du rugby professionnel », mort d'une maladie rénale[7].

- 20 novembre au 11 décembre : Référendum sur le drapeau national (par voie postale). Les citoyens choisissent un drapeau à la fougère argentée et à la Croix du sud. En mars 2016, ils voteront à nouveau pour choisir entre ce nouveau drapeau et le drapeau existant.